# 管花葱
管花葱（学名：Allium siphonanthum）是葱科葱属的植物，为中国的特有植物。分布在中国大陆的云南省等地，生长于海拔2,800米的地区，多生在山坡，目前已由人工引种栽培。